# Aeromóvel

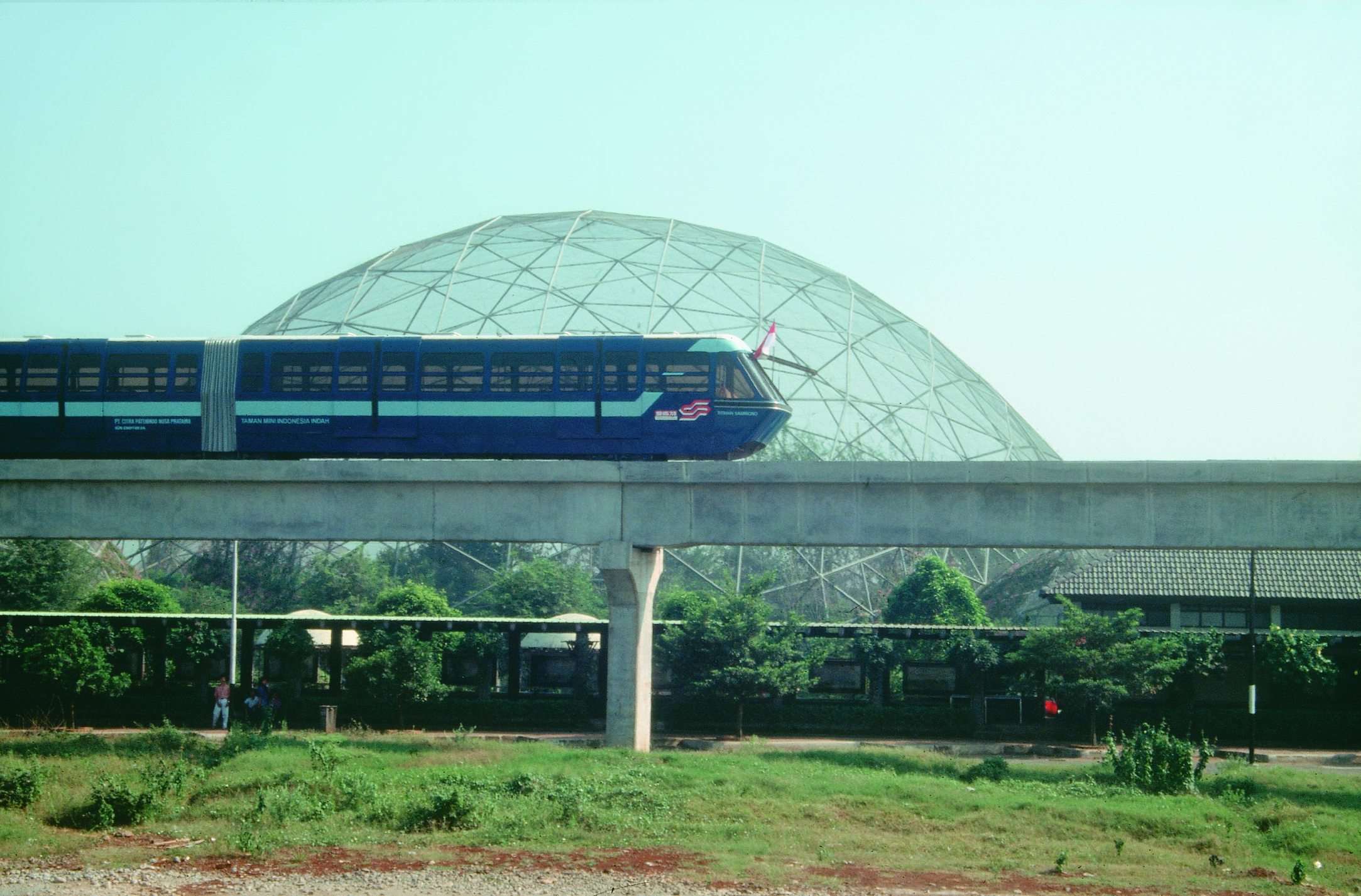
Aeromovel em Jacarta, Indonésia.

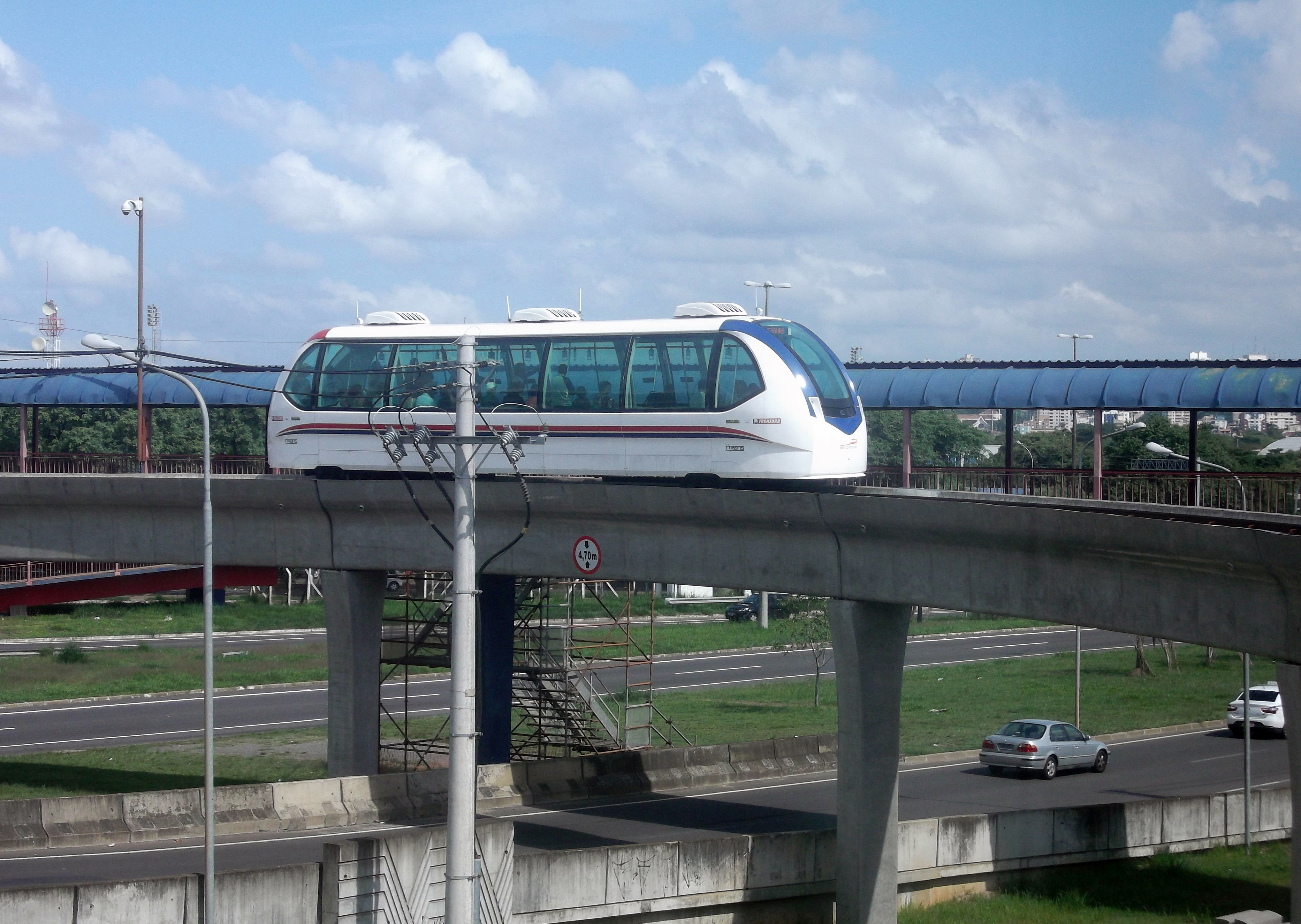
O Aeromóvel que faz a conexão com o Aeroporto Internacional Salgado Filho, em Porto Alegre, Brasil.

O Aeromóvel é um meio de transporte urbano automatizado em via elevada de concepção, e que utiliza um singular sistema de propulsão pneumática, inventado por Oskar Hans Wolfgang Coester.
O nome Aeromovel deriva de Aerodynamic Movement Elevated. e é considerado uma variante do Veículo leve sobre trilhos (VLT).

## História
A ideia do aeromóvel surgiu na década de 1960, quando Oskar Coester notou que se levava mais tempo para percorrer curtas distâncias nos centros urbanos do que para fazer longas distâncias de avião. O plano era desenvolver um meio de transporte que não fosse limitado pelas ruas.
Coester iniciou as experiências com modelos em 1976, mesmo ano do primeiro pedido de depósito de patente da invenção. Em maio do ano seguinte, Coester construiu o primeiro protótipo do aeromóvel, conhecido como "cadeirinha". Tinha o objetivo de avaliar o consumo de energia por passageiro transportado.
Em 1978, Coester adquiriu o controle acionário da Metalúrgica Alpair em São Leopoldo, que passou a concentrar as atividades do Aeromóvel, passando a chamar-se Aeromóvel Brasil S/A.[carece de fontes?]
Um primeiro protótipo foi construído na zona sul de Porto Alegre, em 1979, com capacidade para 15 pessoas. Em outubro de 1981, foi assinado um contrato entre o Ministro dos Transportes, Eliseu Rezende, e o governador do Rio Grande do Sul, Augusto Amaral de Sousa, para a construção de uma linha-piloto. Seria um percurso de um quilômetro de extensão, com duas estações e um veículo articulado com capacidade de 300 passageiros.
No ano seguinte, foram feitos testes em via elevada de 100m de extensão, com um veículo para 150 passageiros, em Gravataí. A linha-piloto estava com 150m. Em 1983, foi instalado o veículo articulado, adicionados mais 400m de extensão da linha e realizado o primeiro teste. Em novembro, foi assinado um contrato de avaliação entre o Ministério dos Transportes, representado pela Empresa Brasileira de Transporte Urbano (EBTU), a Fundação Universidade-Empresa de Tecnologia e Ciências da Universidade Federal do Rio Grande do Sul (FUNDATEC/UFRGS) e o Instituto de Pesquisas Tecnológicas de São Paulo (IPT) para avaliar se o aeromóvel seria homologado como sistema de transporte de massas. Em março de 1985 é apresentado um relatório do Ministério dos Transportes. O aeromóvel foi considerado um transporte em estágio de desenvolvimento, precisando de aperfeiçoamentos e estudos complementares.
O trecho experimental de 1 km foi concluído em 1987. A segunda estação, porém, foi negada pela Secretaria Municipal de Obras e Viação (SMOV).
O projeto foi implementado com sucesso em 1989, na cidade de Jacarta, capital da Indonésia. Constitui-se de uma linha circular de 3,2 km construída no interior de um parque temático, inaugurada em 20 de abril daquele ano.

### Projetos Atuais

#### Porto Alegre
Foi construída uma linha do aeromóvel ligando a estação de trem Estação Aeroporto até o Aeroporto Internacional Salgado Filho de Porto Alegre. Com 814 metros de extensão, foi inaugurada em 10 de agosto de 2013 e é a primeira linha deste tipo de transporte sendo utilizado comercialmente no Brasil, sendo administrada pela empresa Trensurb. A linha conta com dois veículos, o primeiro com capacidade para 150 passageiros e o segundo para 300 pessoas.

#### Aeroporto Internacional de São Paulo/Guarulhos
Em 8 de setembro de 2021, o Ministro da Infraestrutura confirmou a escolha do consórcio AeroGRU como responsável pela construção de um sistema de transporte em monotrilho interligando a Estação Aeroporto–Guarulhos da Linha 13-Jade da Companhia Paulista de Trens Metropolitanos e os três terminais de passageiros do Aeroporto Internacional de São Paulo-Guarulhos. A linha contará com 2,7 quilômetros de extensão e quatro terminais, com capacidade para transporte de até 4 mil passageiros por hora. Na mesma data, houve a assinatura do contrato para o início das obras entre a GRU Airport, concessionária do aeroporto, e o consórcio vencedor, formado pelas empresas HTB Engenharia e Construção, FBS Construtora, TS Infraestrutura e AEROM. Os três veículos da série Auster A-200, compostos por dois carros articulados com capacidade para 200 passageiros e funcionamento autônomo serão produzidos pela Marcopolo Rail, divisão ferroviária da empresa brasileira de construção de chassis de ônibus Marcopolo. As obras civis tiveram início em julho de 2022, com previsão de inauguração no primeiro semestre de 2024.

### Estudos

#### Rio de Janeiro
Existe um projeto de implantação no município de Nova Iguaçu-RJ, que ligaria o terminal rodoviário da cidade aos bairros de Santa Rita e Cabuçu.

#### Rio Grande do Sul

##### Porto Alegre
Em Porto Alegre existe estudo para uma linha de aproximadamente 18 km, ligando a estação Mercado da Trensurb, no centro de Porto Alegre, até a Restinga, na Zona Sul de Porto Alegre, passando boa parte do trajeto pela orla do Lago Guaíba. Ligará o centro histórico a pontos importantes, como o Estádio Beira-Rio, o Museu Fundação Iberê Camargo e o Barra Shopping Sul.

##### Canoas
Na cidade de Canoas, há um projeto para 3 linhas, totalizando 15 km, sendo a primeira ligando o bairro Guajuviras à estação Mathias Velho da Trensurb, outra ligando a praça do avião à avenida Boqueirão e a terceira cortando o bairro Mathias Velho pela rua Rio Grande do Sul até a estação Mathias velho.[carece de fontes?]

#### Exterior
Foi aventada ainda a possibilidade de exportar a tecnologia da Aeromóvel para Cúcuta e Rionegro na Colômbia, bem como na Tanzânia, em Moçambique e em Angola.

## Tecnologia
O sistema proposto foi concebido a partir dos conceitos fundamentais da aviação, que são redundância e falha segura, e apresenta-se como um sistema de alta confiabilidade, devido às características inatas do projeto, que impedem a colisão entre veículos adjacentes (evitada pela compressibilidade do ar dentro do duto que mantém afastadas entre si as aletas impulsoras dos veículos).
O Aeromóvel baseia-se no princípio de redução do peso-morto por passageiro transportado. Sua propulsão é pneumática, utilizando-se de gradientes de pressão que se estabelecem no interior de um duto localizado na via elevada logo abaixo do veículo e que o propelem através do empuxo fornecido a uma aleta solidária ao veículo, que se movimenta sobre rodas de aço em trilhos convencionais. O ar é insuflado pela ação de turbo-ventiladores centrífugos comerciais de acionamento elétrico, dispostos em casas de máquinas localizadas em pontos determinados do solo.

## Características de transporte
O Aeromóvel é um meio de transporte não-convencional classificado na categoria de Transporte hectométrico, ou APM (Automated People Mover), devido ao fato de sua operação ser totalmente automatizada. Caracterizado por uma alta frequência de serviço (headways relativamente baixos), pode ser desenhado para atender demandas de até 25 000 passageiros/hora-sentido.
O reduzido índice de peso-morto por passageiro transportado do sistema proposto (razão entre a massa total do veículo vazio pela lotação máxima de passageiros) é alcançado devido ao caráter passivo do veículo, resultando em um significativo baixo custo relativo de investimento no Aeromóvel e num ainda menor custo de operação e manutenção. O consumo energético equivalente encontra-se em patamares inferiores à metade dos observados nos sistemas sobre pneus.

## Comparativo com sistemas similares
Ao analisar sistemas de transporte hectométrico, o custo total da obra, a extensão da linha e o número de estações são cruciais. A futura Linha A do Metrô de Santiago para o aeroporto, embora essencial para a conectividade da capital chilena, representa uma solução de transporte subterrâneo tradicional, usando veículo leve sobre trilhos (VLT). Projetos como este geralmente implicam investimentos multimilionários devido à complexidade da engenharia subterrânea, aos altos custos de tunelamento e à robusta infraestrutura necessária para operar os trens, o que os torna caros por quilômetro e por estação. O ministro de Transportes e Telecomunicações do Chile sinalizou que o investimento total será de aproximadamente 365 milhões de dólares. O projeto, em quanto a características técnicas, possui semelhança com o já construído Aeromóvel do Aeroporto de Guarulhos, no Brasil, pois contará com via única e incluirá certos pontos estratégicos onde será possível o cruzamento de trens. A linha, porém, possuirá tarifa mais alta que a do restante da rede (atingindo aproximadamente 3000 pesos, cerca de 17,50 reais), situação que contrasta com o aeromóvel, que será gratuito.
Em contraste, o Automated People Mover (APM) do Aeroporto Internacional de Los Angeles (LAX) (EUA), projetado para 3,6 km e 6 estações, também demanda um investimento substancial, estimado em US$ 3,34 bilhões, refletindo a complexidade de engenharia do projeto.
Nesse cenário, o Aeromóvel do Aeroporto Internacional de Guarulhos (Brasil) surge como uma alternativa notavelmente mais econômica e eficiente para as conexões aeroportuárias. Com aproximadamente 2,7 km de extensão e 4 estações, seu custo total é estimado em cerca de R$ 272 milhões (aproximadamente US$ 50 milhões, dependendo da taxa de câmbio atual). Essa diferença de custo, que pode ser várias ordens de magnitude inferior à de um trem leve tradicional como a futura extensão em Santiago ou ao people mover de LAX, destaca o Aeromóvel como uma solução com uma relação custo-benefício superior para distâncias curtas a médias e demandas intermediárias.
A principal vantagem do Aeromóvel reside em sua concepção de via elevada e seu sistema de propulsão pneumática, que simplificam a construção e reduzem significativamente os custos de engenharia civil em comparação com túneis de metrô ou estruturas complexas de outros APMs. Enquanto as futuras linhas de VLT tradicionais e os grandes APMs satisfazem demandas massivas e infraestruturas complexas, o Aeromóvel de Guarulhos demonstra ser uma opção mais acessível e adaptada para contextos que buscam eficiência e conectividade sem os investimentos proibitivos dos sistemas de transporte em larga escala.

## Meio ambiente
Sob o ponto de vista dos impactos ambientais, o Aeromóvel provou ser extremamente silencioso, uma vez que as fontes de vibração (seus propulsores) encontram-se afastadas dos veículos, em módulos facilmente isoláveis com métodos tradicionais. A disrupção visual à paisagem circundante é reduzida e suas linhas modernas conferem ao sistema atrativos turísticos.[carece de fontes?] Quanto à propulsão, como utiliza motores elétricos industriais, corrente alternada de baixa tensão e potência para o acionamento mecânico dos sopradores, a emissão de poluentes gasosos pelo sistema é nula. Entretanto, grande parte da geração de energia usada para mover os motores do sistema emite poluentes[carece de fontes?], o que deve ser levado em conta para o cálculo de seu impacto.
A característica adaptativa e a grande versatilidade de projeto do Aeromóvel conferem-lhe a vantagem de poder estabelecer conexões entre diferentes modais, preenchendo históricas lacunas ainda existentes nas deficitárias redes de transportes dos massivos centros urbanos, com o benefício da ausência de qualquer ônus ao ambiente no que concerne ao aumento de emissões. A sua facilidade de construção e grande liberdade de traçado para suas vias permitem o cruzamento de forma quase incólume por regiões que não permitiriam o tráfego de sistemas mais intrusivos (como em áreas verdes).[carece de fontes?]
Desse modo, o Aeromóvel pode ser aplicado para reduzir os tempos médios de viagem atualmente observados, tirando proveito de sua racional ocupação vertical do espaço urbano, que dispensa em grande parte as custosas ampliações nas pistas de rolagem e demais intervenções, sendo, portanto, uma alternativa de baixo custo; que torna mais célere a capacidade de mobilidade, e em consequência também disso contribui para aumentar a qualidade de vida nas grandes cidades.[carece de fontes?]
O Aeromovel é uma solução de transporte urbano que apresenta vantagens importantes, em termos de economia, segurança e conforto aos usuários. O conceito do sistema totalmente automatizado, que funciona em via elavada com propulsão a ar, estabelece novos padrões de mobilidade sustentável e inovadora. Através da integração com outros meios de transporte, o Aeromovel complementa as soluções existentes, com baixo impacto e proporciona qualidade de vida para as pessoas.[parcial?]